# Statue David de Purys in Neuenburg
Die Statue David de Purys in Neuenburg ist ein Denkmal in Neuenburg (Neuchâtel), Schweiz. Es wurde 1855 zur Ehre David de Purys errichtet. Da der bedeutende Mäzen der Stadt seinen Reichtum im kolonialen Waren- und Sklavenhandel erworben hatte, wurde die Statue 2022 um eine Informationstafel sowie die Bronzeplastik Great in the concrete ergänzt.

## Lage
Das Denkmal steht im Süden der Place Pury, einer der wichtigsten Haltestellen der Stadt zwischen mehreren Trolleybuslinien und der Strassenbahn. Im Westen des Platzes steht das als Kulturgut geschützte Gebäude der Neuenburger Kantonalbank. Weitere Skulpturen auf dem Platz sind drei Wasserbüffel des Künstlers Davide Rivalta (* 1974).

## Geschichte

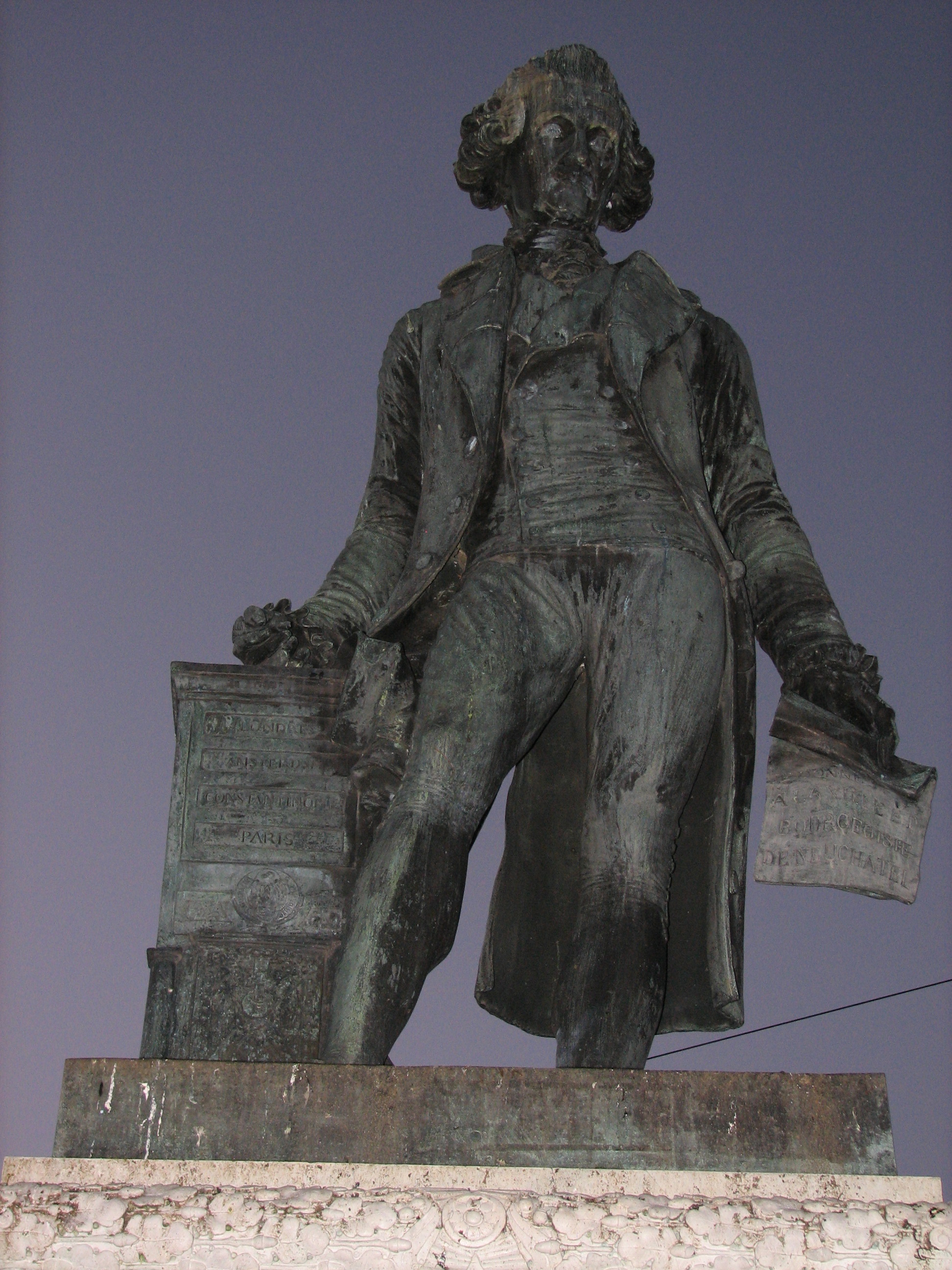
Ansicht der Statue

Der Neuenburger David de Pury war als Kaufmann im britischen und portugiesischen Überseehandel tätig. Durch ein «Quasi-Monopol» auf den Handel mit brasilianischen Diamanten und Brasilholz kam er zu beträchtlichem Wohlstand. Einen Teil seines Vermögens investierte er in ein Unternehmen, das Sklaven von Afrika nach Brasilien transportierte. De Pury veranlasste zu seinen Lebzeiten viele Spenden an die Stadt Neuenburg. Bei seinem Tod hinterliess er 1786 der Stadt 2'250'000 Livres tournois, die einen Grossteil seines Vermögens ausmachten (2020 rund 600 Millionen Franken).
Ein Gremium von Bürgern liess 1855 ein Denkmal zu Ehren des Mäzens errichten. Es wurde vom französischen Bildhauer Pierre Jean David d’Angers ausgeführt.
Im Zuge der Bewegung Black Lives Matter wurde im Anfang Juni 2020 eine Online-Petition gestartet, um das Denkmal zu entfernen und die Statue durch ein Mahnmal für versklavte Menschen zu ersetzen. Innerhalb weniger Wochen unterzeichneten 2500 Personen die Petition. Mitte Juli bekannten sich Täter zu einem Farbanschlag mit roter Farbe auf das Denkmal. Eine weitere Petition setzte sich für das Anbringen einer Informationstafel ein. Die Behörden schrieben einen Wettbewerb für ein neues Kunstwerk aus, das mit der Statue de Purys «in Dialog treten sollte». Eine internationale Jury wählte die Skulptur Great in the concrete des Afroschweizers Mathias Pfund aus, die im Herbst 2022 eingeweiht wurde. Zusätzlich wurde am Denkmal eine Informationstafel angebracht.
Der Künstler Nathan Solioz (* 1993) projizierte im Frühjahr 2024 für etwa vier Wochen die audiovisuelle Installation Ignis fatuus (deutsch = Trugbild) vor das Denkmal.

## Beschreibung
Die Bronzestatue de Purys steht auf einem steinernen Sockel. De Pury stützt sich mit der Rechten auf einen Aktenschrank, dessen Schubladen die Namen von Weltstädten tragen. In der Linken hält er ein Schreiben.
Das weit kleinere Kunstwerk Pfunds steht auf einem Betonsockel. Es zeigt ein umgestürztes Abbild des grossen Denkmals, wobei de Purys Kopf in der Bodenplatte versinkt. Nach oben ragen sein Körper und die Rechte mit dem Aktenschrank. Die linke Hand ist leer. Den Abschluss bildet die ursprüngliche Bodenplatte.

## Belege
1. ↑  Neuenburg ändert umstrittenes Denkmal. In: blick.ch. 27. Oktober 2022, abgerufen am 2. August 2025
2. 1 2 3  Matthieu Gillabert: David de Pury. In: Historisches Lexikon der Schweiz.  16. Juni 2025.
3. 1 2  Statue von David de Pury mit roter Farbe bedeckt. In: Tages-Anzeiger. 13. Juli 2020, abgerufen am 2. August 2025.
4. ↑  Une deuxième œuvre artistique face à David de Pury. Stadt Neuchâtel, 27. Februar 2024, abgerufen am 2. August 2025 (französisch).

Koordinaten: 46° 59′ 23,2″ N, 6° 55′ 45,3″ O; CH1903: 561251 / 204429